# 牛恩美
牛恩美（英語：Mary New，1933年7月2日—），上海人，妇产科医师，主要从事妇产科受体、免疫避孕基因工程等领域的研究。现定居美国。她也是宋氏三姐妹的表侄女。

## 生平
牛恩美之父为中国近代名医、原中华医学会会长牛惠霖。她继承父业，中西女中毕业后于进入上海第一医学院医疗系就读。1957年毕业，此后任职于其表姑宋庆龄创立的中国福利会国际和平妇幼保健院，为妇产科主任医师。1978年赴美国纪念斯隆－凯特琳癌症中心进修。1982年回国后，任国际和平妇幼保健院妇产科实验室主任。1985年她获洛克菲勒基金会生物技术事业研究奖，赴美国贝勒大学进修。此后，她于1986年当选第六届上海市政协常委，1988年当选第九届上海市人大代表。此外，她还是上海市宋庆龄基金会理事。1988年起，她任职于洛克菲勒大学人口研究中心。2005年退休后，定居于佛罗里达州。